# چیزهای کوچک (ترانه آبا)
«چیزهای کوچک» (انگلیسی: Little Things) ترانه‌ای از ابرگروه سوئدی موسیقی پاپ آبا است که در سال ۲۰۲۱ منتشر شد. آهنگساز این ترانه بنی آندِشون  و ترانه‌سرای آن بیورن اولویوس بود.
در دسامبر ۲۰۲۱ اعلام شد که حق امتیاز و تمام عواید این ترانه در پنج سال آینده به آژانس یونیسف، سازمان ملل متحد که مسئول ارائه کمک‌های بشردوستانه و توسعه و بهبود زندگی کودکان در سراسر جهان است، اهدا خواهد شد. آبا در سال ۱۹۷۹ هم کار مشابهی کرده بود و حق امتیاز تک‌آهنگ چیکیتیتا را به مناسبت نامگذاری آن سال به نامِ «سال بین‌المللی کودک» به یونیسف اهدا کرد.

## جداول موسیقی
| جدول (۲۰۲۱)                                      | بالاترین رتبه |
| ------------------------------------------------ | ------------- |
| ایرپلی فنلاند (فهرست پخش رادیویی)                | ۵۶            |
| آلمان (جدول‌های رسمی آلمان)                       | ۴۲            |
| تک‌آهنگ‌های داغ نیوزیلند (انجمن صنعت ضبط نیوزیلند) | ۳۷            |
| سوئد (فهرست برترین‌های سوئد)                      | ۲۰            |
| تک‌آهنگ‌های بریتانیا (اوسی‌سی)                      | ۶۱            |